# Colombey les Deux Églises
Colombey les Deux Églises is een gemeente in het Franse departement Haute-Marne in de regio Grand Est. De gemeente op 1 januari 2022 666 inwoners en maakt deel uit van het arrondissement Chaumont.

## Geschiedenis
Op 1 januari 1973 werden Argentolles, Biernes, Blaise, Champcourt, Harricourt, Lavilleneuve-aux-Fresnes en Pratz opgeheven en als commune associée opgenomen in de gemeente Colombey-les-Deux-Églises (mét streepjes). Deze gemeente fuseerde op 1 januari 2017 met de gemeente met Lamothe-en-Blaisy tot de commune nouvelle Colombey les Deux Églises (zónder streepjes), waarbij naast Colombey-les-Deux-Églises en Lamothe-en-Blais ook 7 communes associées de status van commune déléguée van de nieuwe gemeente kregen.

## Geografie
De oppervlakte van Colombey les Deux Églises bedroeg op 1 januari 2022 83,84 vierkante kilometer; de bevolkingsdichtheid was toen 7,9 inwoners per km².
De onderstaande kaart toont de ligging van Colombey les Deux Églises met de belangrijkste infrastructuur en aangrenzende gemeenten.

## Sport
Colombey les Deux Églises was één keer etappeplaats in de wielerkoers Ronde van Frankrijk. In 2024 won de Eritreeër Biniam Girmay er een etappe.

## Charles de Gaulle
De Gaulle bezat een landhuis in Colombey-les-Deux-Églises dat thans een museum is. 